# Historische Sprachforschung
Die Historische Sprachforschung / Historical Linguistics (HS) ist eine deutsche Zeitschrift für die historische indogermanische Sprachwissenschaft.

## Profil und Geschichte
Ihr Herausgeber neben anderen und Chefredakteur ist der Indogermanist und Linguist Martin Kümmel (seit 2015). Die Historische Sprachforschung ist im deutschsprachigen Raum und international eine der ältesten immer noch regelmäßig erscheinenden sprachwissenschaftlichen Fachzeitschriften und die älteste im Fach Indogermanistik.
Begründet wurde sie im Jahr 1852 durch den Indogermanisten Adalbert Kuhn als Zeitschrift für vergleichende Sprachforschung auf dem Gebiete des Deutschen, Griechischen und Lateinischen (Band 1–40; auch zitiert als Kuhns Zeitschrift, KZ). Seit 1873 erschien die Zeitschrift – nun unter Mitwirkung von Ernst Kuhn – als „Neue Folge“ (Band 21 ff.). Im Jahre 1877 (Band 23 ff.) wurde zudem der Titel in Zeitschrift für vergleichende Sprachforschung auf dem Gebiete der indogermanischen Sprachen geändert. Die Zeitschrift erschien zunächst bei Ferdinand Dümmler in Berlin, später für kurze Zeit im C. Bertelsmann Verlag in Gütersloh.
1907 (Band 41 ff.) gingen die durch Adalbert Bezzenberger gegründeten und herausgegebenen Beiträge zur Kunde der indogermanischen Sprachen (kurz Bezzenbergers Beiträge, BB) in der Zeitschrift auf; zugleich rückte Bezzenberger in das seit 1877 mehrköpfige Herausgebergremium ein. Seither erschien die Zeitschrift beim Verlag Vandenhoeck & Ruprecht in Göttingen. Band 82 (1968) bis  100 (1987) erschien unter dem Titel Zeitschrift für vergleichende Sprachforschung.  Der heutige Titel wurde 1988 (mit Band 101 der N. F.) eingeführt.

## Ausgabe
- Historische Sprachforschung. Vandenhoeck & Ruprecht, Göttingen, Band 101 (1988) ff., ISSN 0935-3518.